# Franciszek Rogaczewski
Franciszek Rogaczewski (Lipinki, 23 dicembre 1892 – Stutthof, 11 gennaio 1940) è stato un presbitero polacco, assassinato dai nazisti nel campo di concentramento di Stutthof durante la seconda guerra mondiale. Fu beatificato da papa Giovanni Paolo II il 13 giugno 1999.

## Biografia
Franciszek Rogaczewski nacque nel 1892 a Lipinki, nel voivodato della Cuiavia-Pomerania, in Polonia. Fu ordinato sacerdote a Danzica nel 1918 e prestò servizio prima nell'arcidiocesi di tale città e poi nella parrocchia di Cristo Re a Parigi. Fu arrestato dai nazisti il 1º settembre 1939 per la colpa di essere un prete; dopo essere stato torturato per mesi, fu freddato a colpi d'arma da fuoco l'11 gennaio 1940, durante l'internamento nel campo di concentramento di Stutthof.
Dopo la sua morte, Rogaczewski fu beatificato da papa Giovanni Paolo II il 13 giugno 1999, assieme ad altri 107 martiri polacchi della seconda guerra mondiale.